# هانس بیالاس
هانس بیالاس (انگلیسی: Hans Biallas; ۱۴ اکتبر ۱۹۱۸ – ۲۰ اوت ۲۰۰۹) بازیکن فوتبال اهل آلمان بود.
از باشگاه‌هایی که در آن بازی کرده‌است می‌توان به اشاره کرد.
وی همچنین در تیم ملی فوتبال آلمان بازی کرده‌است.